# Баја ди Галиполи (Лече)
Баја ди Галиполи (итал. Baia di Gallipoli) је насеље у Италији у округу Лече, региону Апулија.
Према процени из 2011. у насељу је живело 12 становника. Насеље се налази на надморској висини од 13 м.